# Староримско инжењерство
Стари Римљани су били познати по својим напредним инжењерским достигнућима. Архитектура која се користила у Риму била је под снажним утицајем грчких и етрурских извора.

## Римски путеви
Римски путеви су изграђени да буду отпорни на поплаве и друге природне непогоде. Неки путеви које су изградили Римљани и данас су у употреби.
Постојало је неколико варијација стандардног римског пута. Већина квалитетнијих путева била је састављена од пет слојева. Доњи слој, назван павиментум, био је дебео око 2,5 цм и направљен од малтера. Изнад овога налазила су се четири слоја. Слој непосредно изнад павиментума назван је статумен. Био је дебео око 30 цм и направљен од камења везаног заједно цементом или глином.
Изнад тога је био руденс, који је био направљен од 25 цм набијеног бетона. Следећи слој, нуклеус, направљен је од око 40 цм сукцесивно полаганих и ваљаних слојева бетона. Сума круста од полигоналних плоча положена је на врх руденса. Завршна горња површина била је од бетона или добро изглађеног и уклопљеног кремена.
Уопштено говорећи, када би пут наишао на препреку, Римљани су радије измислили решење за препреку уместо да преусмеравају пут око ње: мостови су били изграђени преко пловних путева; мочварно земљиште обрађивано је изградњом подигнутих насипа са чврстим темељима; брда и избочине су често сечени или су пробијани тунели.

## Аквадукти
Хиљаду кубних метара воде довођено је у Рим помоћу једанаест различитих аквадуката сваког дана. Потрошња воде по глави становника у старом Риму одговарала је оној у савременим градовима попут модерног Рима или Њујорка. Већина воде је била за јавну употребу, као што су купатила и канализација. De aquaeductu (О аквадуктима) је званични извештај у два тома о римским аквадуктима из 1. века, коју је написао Фронтин.
Аквадукти су се протезали на 10 до 100 км дужине и обично су се спуштали са надморске висине од 300 м изнад нивоа мора на извору, до 100 м висине резервоара око града. Римски инжењери су користили обрнуте сифоне да терају воду кроз долину ако су сматрали да је непрактично изградити подигнути аквадукт. Римске легије су биле у великој мери одговорне за изградњу аквадуката. Одржавање су често обављали робови.
Римљани су били међу првим цивилизацијама које су искористиле моћ воде. Изградили су неке од првих воденица ван Грчке за млевење брашна и прошириле технологију за изградњу воденица широм Медитерана. Чувени пример се јавља у Барбегалу у јужној Француској, где је најмање 16 млинова уграђених у страну брда радило на једном аквадукту, при чему је излаз из једног напајао млин испод у каскади.
Такође су били вешти у рударењу, изградњи аквадукта потребних за снабдевање опреме која се користи за вађење металних руда, на пример хидраулично рударење, и изградњу резервоара за држање воде која је потребна за рудник. Познато је да су они такође били способни да праве и руководе рударском опремом као што су млинови за дробљење и машине за одводњавање. Вертикални точкови великог пречника римског порекла, за подизање воде, ископани су из рудника Рио Тинто у југозападној Шпанији. Били су блиско укључени у експлоатацију златних ресурса, као што су они у Долаукотију у југозападном Велсу и на северозападу Шпаније, земљи у којој се експлоатација злата развила у веома великим размерама у раном делу првог века нове ере.

## Мостови
Римски мостови су били међу првим великим и трајним мостовима икада изграђеним. Зидани су каменом, а као основна конструкција користио се лук. Такође, најчешће се користио бетон. Изграђен 142. п. н. е., Понте Емилио, касније назван Понте Рото (сломљени мост) је најстарији римски камени мост у Риму, Италија.
Највећи римски мост био је Трајанов мост преко доњег Дунава, који је изградио Аполодор из Дамаска, који је преко једног миленијума остао најдужи мост који је изграђен и по укупној дужини и по распону. Обично су били најмање 18 метара изнад водене површине.
Пример изградње привременог војног моста су два Цезарова моста на Рајни.

## Бране
Римљани су изградили многе бране за прикупљање воде, као што су бране Субиако, од којих су две храниле Aqua Anio Novus, највећи аквадукт који снабдева Рим. Једна од брана Субиако је наводно била највиша икада пронађена. Изградили су 72 бране у Шпанији, попут оних у Мериди, а многе су познате широм царства. 
У Британији је познато неколико земљаних брана, укључујући добро очуван пример из римског Ланчестера, Лонговицијума, где је вода можда коришћена у индустријском ковању или топионици, судећи по гомилама шљаке пронађеним на овом локалитету у северној Енглеској. Резервоари за задржавање воде су такође уобичајени дуж система аквадуката, а познати су бројни примери само са једног локалитета, рудника злата у Долаукотију у западном Велсу. Зидане бране биле су уобичајене у северној Африци за обезбеђивање поузданог снабдевања водом из вадија.

## Архитектура
Зграде и архитектура старог Рима били су импресивни. Циркус Максимус, на пример, био је довољно велик да се користи као стадион. Колосеум такође представља пример римске архитектуре у свом најбољем издању. Један од многих стадиона које су изградили Римљани, Колосеум садржи лукове и кривине који се обично повезују са римским зградама.
Пантеон у Риму и даље стоји као споменик и гробница, а Диоклецијанове терме и Каракалине терме су изванредне по свом стању очуваности, при чему прве још увек поседују нетакнуте куполе. Такве масивне јавне зграде копиране су у бројним главним градовима широм царства, а опште принципе њиховог пројектовања и изградње описује Витрувије на прелазу миленијума у свом монументалном делу De architectura.
Технологија развијена за купатила била је посебно импресивна, посебно широко распрострањена употреба хипокауста за један од првих типова централног грејања развијених било где. Тај изум се користио не само у великим јавним зградама, већ се проширио и на домаће зграде као што су многе виле које су изграђене широм Царства.

## Материјали
Најчешћи материјали који су коришћени били су цигла, камен, цемент, бетон и мермер. Цигла је долазила у много различитих облика. За зидање стубова коришћене су закривљене цигле, а за зидање зидова троугласте цигле.
Мермер је био углавном декоративни материјал. Август се једном хвалио да је претворио Рим из града од цигала у град од мермера. Римљани су првобитно доносили мермер из Грчке, али су касније пронашли сопствене каменоломе у северној Италији.
Цемент је прављен од хидратисаног креча (калцијум оксида) помешаног са песком и водом. Римљани су открили да би замена или допуна песка пуцоланским додатком, као што је вулкански пепео, произвела веома тврд цемент, познат као хидраулички малтер или хидраулички цемент. Широко су га користили у структурама као што су зграде, јавна купатила и аквадукти, осигуравајући њихов опстанак у модерној ери.

## Рударство
Римљани су били први који су експлоатисали минерална лежишта користећи напредну технологију, посебно коришћење аквадукта за довођење воде са великих удаљености да би се обављање операција у коповима. Њихова технологија је највидљивија на локацијама у Британији као што је Долаукоти где су експлоатисали налазишта злата са најмање пет дугих аквадуката из суседних река и потока. Користили су воду за тражење руде тако што су избацили талас воде из резервоара да би одстранили тло и тако открили темељ са свим жилама које су биле видљиве. Они су користили исти метод да уклоне отпадне стене, а затим да охладе вруће стене ослабљене паљењем ватре.
Такве методе могу бити веома ефикасне у отвореним коповима, али је паљење ватре било веома опасно када се користило у подземним радовима. Ове методе су уклоњене увођењем експлозива, иако се хидраулично рударење и даље користило на алувијалним рудама калаја. Такође су коришћене за производњу контролисаног снабдевања за прање уситњене руде. Врло је вероватно да су развили и млинове на водени погон за дробљење тврде руде, која је прана да би се сакупила тешка златна прашина.
У алувијалним рудницима, примењивали су своје хидрауличне методе рударења у великом обиму, као што је Лас Медулас у северозападној Шпанији. Трагови резервоара и аквадукта могу се наћи у многим другим раним римским рудницима. Методе је врло детаљно описао Плиније Старији у својој Natural History. Он је такође описао дубоко рударење под земљом и помиње потребу за одводњавањем коришћењем реверзибилних водених точкова, а стварни примери су пронађени у многим римским рудницима откривеним током каснијих покушаја рударења. Рудници бакра у Рио Тинту били су један од извора таквих артефаката, где је 1920-их пронађено 16 комада. Такође су користили архимедове вијке за уклањање воде на сличан начин.

## Војно инжењерство
Инжењеринг је такође био институционално укорењен у римској војсци, која је између осталог градила утврде, логоре, мостове, путеве, рампе, палисаде и опрему за опсаду. Један од најзначајнијих примера градње војних мостова у Римској републици био је мост Јулија Цезара преко реке Рајне. Овај мост је за само десет дана завршио посвећен тим инжењера. Њихови подвизи у дачким ратовима под Трајаном почетком 2. века нове ере забележени су на Трајановом стубу у Риму.
Војска је такође била блиско укључена у ископавање злата и вероватно је изградила опсежан комплекс цистерни у римском руднику злата Долаукоти у Велсу убрзо након освајања региона 75. године нове ере.

## Технологија напајања
Технологија водених точкова је развијена до високог нивоа током римског периода, што су потврдили и Витрувије и Плиније Старији. Највећи комплекс водених точкова постојао је у Барбегалу близу Арла, где се налазиште напајало каналом из главног аквадукта који је хранио град. Процењује се да се локација састојала од шеснаест одвојених водених точкова распоређених у две паралелне линије низ падину. Одлив са једног точка постао је улаз у следећи у низу.
Дванаест километара северно од Арла, у Барбегалу, у близини Фонвјеја, где је аквадукт напајао низ паралелних водених точкова који су покретали млинове за брашно. Постоје два аквадукта који се спајају северно од комплекса млина, и отвор који је омогућио оператерима да контролишу довод воде у комплекс. Постоје знатни остаци озидивања водотока и темеља појединих млинова, као и степеништа које се уздиже уз брдо на којем су млинови изграђени. Млинови су, по свему судећи, радили од краја 1. века до отприлике краја 3. века. Капацитет млинова је процењен на 4,5 тона брашна дневно, што је довољно да се обезбеди довољно хлеба за 12.500 становника који су тада насељавали град Арелате.
Пилана Хијераполис је била римска пилана на водени погон у Хијераполису, у Малој Азији (данашња Турска). Датира из друге половине 3. века нове ере, ова пилана је најранија позната машина која комбинује полугу са клипњачом.
Воденица је приказана на уздигнутом рељефу на саркофагу Марка Аурелија Амијаноса, локалног воденичара.
Механизми полуге и клипњаче, без зупчаника, археолошки су потврђени и код камених млинова из 6. века нове ере на водени погон у Џерашу, у Јордану, и Ефесу, у Турској. Књижевне референце на мермерне тестере на водени погон у Триру, садашњој Немачкој, могу се наћи у Аузонијевој песми Мозела из касног 4. века нове ере. Они сведоче о разноврсној употреби водене енергије у многим деловима Римског царства.
Комплекс млинова постојао је и на Јаникулуму у Риму а напајао га је аквадукт Трајана. Аурелијанов зид је био изграђен уз брдо, очигледно да би се укључиле воденице које су се користиле за млевење житарица за обезбеђивање хлебног брашна за град. Дакле, млинови су вероватно саграђени у исто време или пре него што је зидине подигао цар Аурелијан (владао 270–275. године нове ере). Воденице су се напајале из аквадукта.
Локалитет стога подсећа на Барбегал, иако ископавања касних 1990-их сугеришу да су можда била недовољно искоришћени. Млинови су били у употреби 537. године када су Готи који су опседали град прекинули снабдевање водом. Међутим, они су накнадно обновљени и можда су остали у функцији барем до времена папе Гргура IV (827–44).